# Joseph Nees

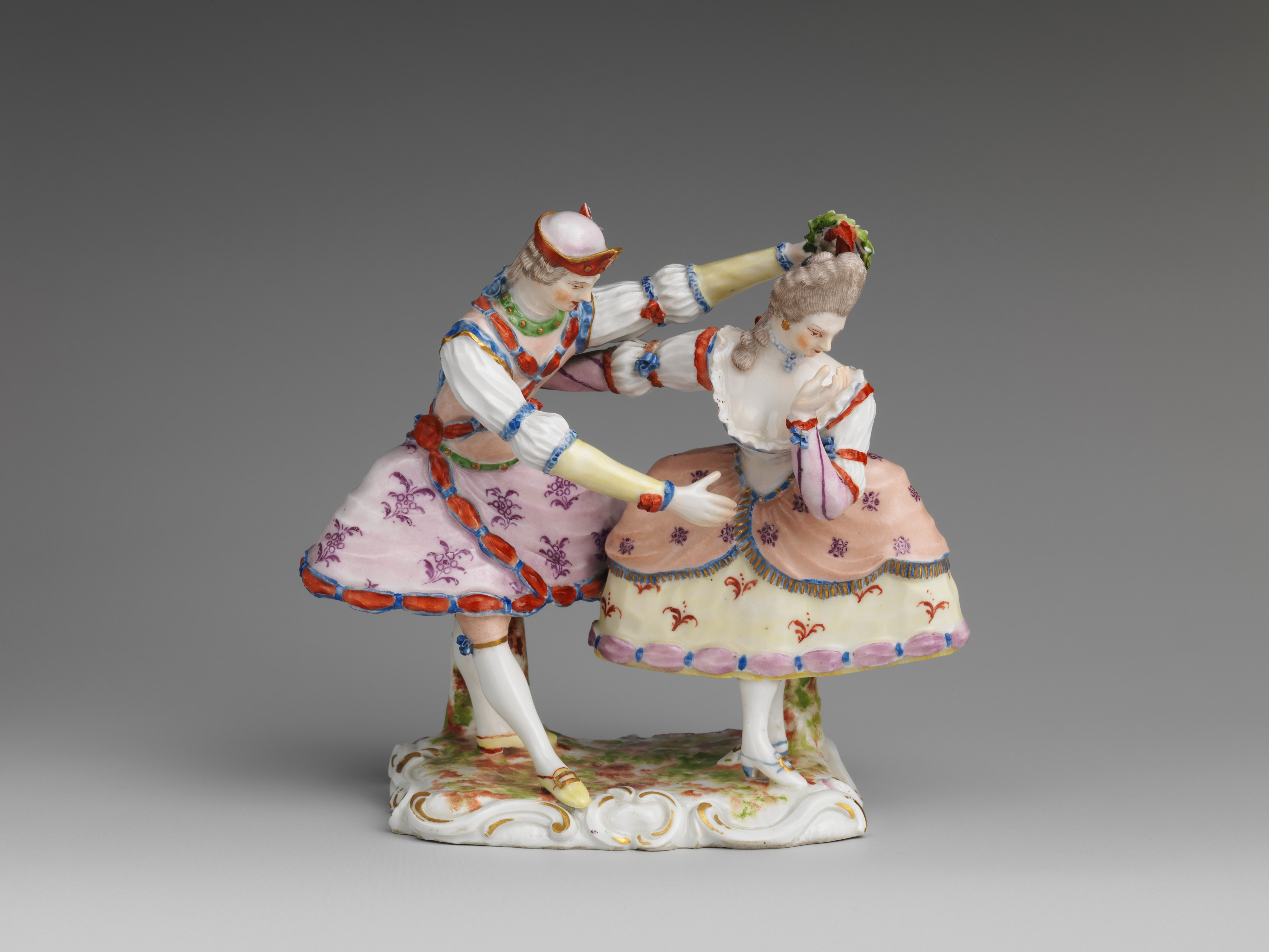
Pas de Deux, Metropolitan Museum of Art

Joseph Nees (* 1730; † 1778) war ein deutscher Porzellanbildner.

## Leben
Joseph Nees war der Sohn eines Schlossers. Er wurde wohl in der Fayencemanufaktur in Künersberg ausgebildet, arbeitete ab 1758 in der Prahlschen Porzellanmanufaktur Ellwangen, die ebenfalls Fayence herstellte, und dann längere Zeit für die Ludwigsburger Porzellanmanufaktur des Herzogs Carl Eugen von Württemberg, die 1758 gegründet wurde. Im selben Jahr siedelte Carl Eugen auch eine sechzigköpfige Ballettcompagnie unter Jean Georges Noverre an seinem Hof an. Der taubstumme Joseph Nees ging in seinen Kompositionen offenbar auf die Vorliebe des Herzogs für das französische Ballett ein: Er gestaltete vor allem Figuren von Tänzerinnen und Tänzern; häufig schuf er dabei Dreiergruppen, die aus zwei lorbeergekrönten Tänzern bestehen, die einer in der Mitte platzierten Tänzerin einen Kranz aufzusetzen versuchen. Von etwa 50 Ballettdarstellungen aus der Ludwigsburger Porzellanmanufaktur entwarf Nees in der Zeit von 1759 bis 1767 wahrscheinlich etwa die Hälfte. Mehrere Tänzerdarstellungen Nees' befinden sich heute im Metropolitan Museum of Art.
1994 tauchte im Kunsthandel eine Figurengruppe aus dieser Manufaktur auf, die vorher lange Zeit verschollen gewesen war: die Venezianische Messe, eine Gruppe von Porzellanobjekten, die damals noch aus fünf Jahrmarktsbuden und -ständen sowie etlichen dazugehörigen Figuren bestand. Ursprünglich war die Venezianische Messe deutlich umfangreicher; sie soll 24 Bauten und 337 Figuren umfasst haben. Während die Menschengestalten der Venezianischen Messe nur knapp 7 cm hoch sind, haben die Stände eine Höhe von etwa 10,5 cm und die Buden erreichen eine Höhe von rund 15,5 cm. Diese Figurengruppe geht wohl auf die Vorliebe Carl Eugens für den Karneval in Venedig zurück, den er mehrfach besuchte, ehe er 1767 in Ludwigsburg und ab 1777 in Stuttgart eine ähnliche Festivität einführte. Nees war mit der Ausführung der Figurengruppe, die von Gottlieb Friedrich Riedel entworfen worden war, beauftragt. Sie war ein Geschenk für den Fürstbischof von Speyer, der 1770 sein Amt antrat, und enthielt satirische Elemente. So gehört zu der Venezianischen Messe etwa eine fünfköpfige Menschengruppe, deren Zentrum eine Dame bildet, die sich unter die Hände eines Friseurs begeben hat. Dieser steht auf einer Leiter, um die Hochfrisur seiner sitzenden Kundin in Form zu bringen, während einer der Zuschauer den Vorgang durch ein Fernrohr verfolgt. Das männliche Gegenstück zu der Dame mit der Hochfrisur bildet ein Kavalier, der durch seinen übergroßen Haarbeutel gehindert wird, einen Torbogen zu durchschreiten.
Von 1768 bis 1775 war Joseph Nees in Zürich tätig. Auch Werke aus dieser Schaffensphase besitzt das Metropolitan Museum of Art.